# Homònim
Un homònim (lingüística) és una paraula que, en una llengua, té la mateixa grafia i pronunciació que una altra, o ambdues condicions alhora, però que tenen significat i anologia diferents. L'adjectiu homònim s'aplica a les persones, animals o coses que tenen el mateix nom que una altra. És a dir, una mateixa paraula que presenta una relació d'identitat fònica o ortogràfica amb una altra que és semànticament diferent. Els homònims poden ser homòfons o homògrafs segons que la identitat sigui, respectivament, fònica o gràfica. Així, s'anomenen ciutats homònimes: Barcelona i Barcelona (Veneçuela); països i rius homònims: Niger, (estat de Nigèria) i Niger (riu); persones homònimes: que es diuen igual, o muntanyes homònimes: amb el mateix nom.
La relació entre els mots homònims s'anomena homonímia, i l'adjectiu associat és homònim-a. L'adjectiu es pot utilitzar sempre que dos elements (coses, animals, persones) comparteixin el mateix nom, independentment de la seva relació pel que fa al seu significat.
Una definició més restrictiva i tècnica pot requerir que el homònims siguin alhora homògrafs i homòfons, és a dir, que tinguin idèntica grafia i pronunciació però amb significats diferents. Sovint es fa una distinció entre els homònims veritables, que no tenen relació d'origen, i els homònims polisèmics que tenen un origen compartit, com la boca (d'un túnel) i boca (d'un animal).
No s'ha de confondre homònim amb homòleg que significa tenir el mateix càrrec o professió que una altra persona.

## Etimologia
La paraula homònim (adjectiu) prové del grec ὁμώνυμος (homonymos) i posteriorment del llatí homonimus -a -um, que significa "que té el mateix nom", composta dels mots grecs ὁμός (homos): "comú, igual, semblant" i ὄνομα (onoma): "nom".

## Tipus i diferenciació

### Homògrafs
S'escriuen de la mateixa manera. Tanmateix, els homògrafs no homòfons i les diferents conjugacions verbals que s'escriuen igual, no es consideren homònims. Es homògrafs comparteixen la mateixa grafia, independentment de com es pronuncien. Si es pronuncien igual, també són homòfons (i alhora homònims). Si es pronuncien de manera diferent, són heterònims.
- deu (nombre); deu (verb deure)[10]
- moc (mucositat); moc (verb moure)[11]

- riu (corrent d’aigua); riu (verb riure)[12]
- banc (moble); banc (entitat bancària)[13]
- gat (animal); gat (eina)[14]

### Homòfons
Es pronuncien de la mateixa manera i s'escriuen de manera diferent. Els homòfons es defineixen formalment com a paraules que comparteixen la mateixa pronunciació, independentment de com s'escriuen. Si s'escriuen igual, també són alhora homògrafs.
- massa (magnitud física); maça (eina)[16]
- mac (pedra); mag (prestidigitador)[17]
- bena (teixit de roba); vena (vas sanguini, anatomia)[18]

Com que la pronunciació varia dins un mateix domini lingüístic, dues formes que són homòfones per a un determinat conjunt de parlants poden deixar de ser-ho per a altres parlants de la mateixa llengua.

### Polisèmics
Els noms polisèmics són paraules amb la mateixa grafia i pronúncia però amb significats diferents que poden estar relacionats analògicament. La distinció entre polisèmia i homonímia és sovint subtil i subjectiva i no totes les fonts consideren que les paraules polisèmiques són homònimes. Els diferents significats dels mots polisèmics s'anomenen accepcions i els diccionaris les acullen en una mateixa entrada.
- boca (anatomia) boca d’un volcà, boca del port, boca d’un riu, boca d’incendis, boca del metro.

- dent (òrgan) dent d'una serra (eina) o la dent d'una muntanya.

- braç (extremitat); braç (d'una cadira); braç o braços d'un riu.

- cangur (animal); cangur (persona que té cura d'infants)
- trau (d'un botó o peça de roba); trau (ferida oberta)
- illa (ínsula); illa (grup de cases)
- serra (eina); serra (muntanya)
- carta (comunicació, escrit); carta (d'una baralla)
- cap (part del cos); cap (punta de terra); cap (d'una empresa)

### Altres
Els "capitònims" (terme no incorporat al diccionari de la llengua catalana) són paraules que comparteixen la mateixa grafia (homògrafs) però que tenen significats diferents quan d'escriuen amb majúscula. Poden tenir pronunciacions diferents.
- rosa (planta); Rosa (nom de persona)
- noguera (arbre); Noguera (comarca)
- galileu (natural de Galilea); Galileu (físic i matemàtic)

## Termes lingüístics relacionats
| Terme/adjectiu | Significat                          | Ortografia               | Pronunciació     |
| -------------- | ----------------------------------- | ------------------------ | ---------------- |
| Sinòfon        | Diferent                            | Diferent                 | Semblant         |
| Sinònim        | Igual                               | Diferent                 | Diferent         |
| Polisema       | Diferent però relacionat            | Igual                    | (Sense requisit) |
| Homòfon        | Diferent                            | (Sense requisit)         | Igual            |
| Homònim        | Diferent                            | Igual                    | Igual            |
| Homògraf       | Diferent                            | Igual                    | (Sense requisit) |
| Heterònim      | Diferent                            | Igual                    | Diferent         |
| Heterògraf     | Diferent                            | Diferent                 | Igual            |
| Cognat         | Igual                               | Semblant                 | Semblant         |
| Capitònim      | Diferent quan s'escriu en majúscula | igual però amb majúscula | (Sense requisit) |
| Autoantònim    | oposat                              | Igual                    | (Sense requisit) |
| Antònim        | oposat                              | Diferent                 | Diferent         |